# Agustín Codazzi
Agustín Codazzi – miasto w Kolumbii, w departamencie Cesar.